# Territoire du Kansas

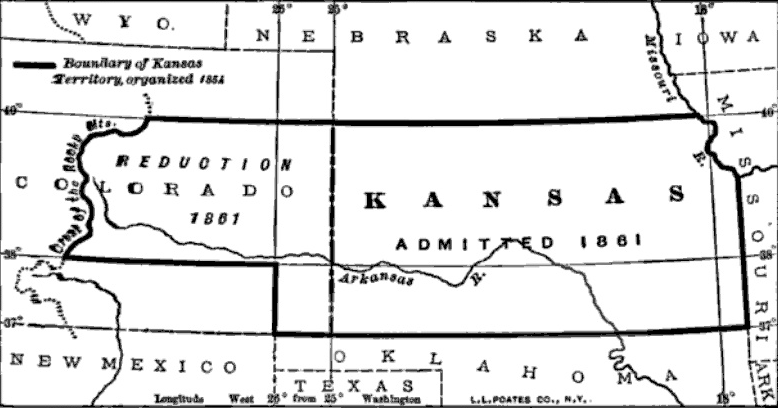
Territoire du Kansas.

Le territoire du Kansas était un territoire non incorporé des États-Unis d'Amérique du 30 mai 1854 jusqu'au 29 janvier 1861 date à laquelle le Kansas est devenu le 34e État de l'union.

## Aperçu historique
Des descendants de grandes familles créoles françaises de Saint-Domingue, les réfugiés français de Saint-Domingue en Amérique, ont participé à sa création. Aristide Rodrigue, fils de Jacques-André Rodrigue et Marie Jeanne d’Orlic, sœur d'un grand planteur de sucre français réfugié aux États-Unis, a ainsi créé le territoire du Kansas, en compagnie du colonel Albert Boone, petit-fils de Daniel Boone.
Tous deux créent en 1854, la ville de Lecompton (appelée à ses débuts Bald Eagle, ou Aigle chauve), sur des territoires vierges, sur fond de flambée des cours du coton sur fond d'expansion monétaire et spéculative permise par les ruées vers d'or de 1848 en Californie et 1851 en Australie
La ville est dès sa création l'épicentre de la bataille entre pro-esclavagisme et anti-esclavagisme, appelée Bleeding Kansas, « Bloody Kansas », ou « Border War », une série d'événements violents, impliquant les free-soilers (anti-esclavagistes) et les membres du « Border Ruffian », partisans de l'esclavage, entre 1854 et 1858. Ces incidents étaient des démarches pour influer si le Kansas entrerait dans l'Union comme un État libre ou un État esclavagiste.
La prise du territoire du Kansas par les pro-esclavagistes via une fraude électorale massive, enclencha en 1860 la guerre de Sécession. Fondée en 1854, Leavenworth (Kansas) fut la première ville du territoire créée à partir du Fort Leavenworth, établi par le Colonel Henry Leavenworth en 1827 peu après l'achat de ce territoire à la France.
La ville d'Olathe (Kansas) fut ensuite fondée par le Dr John T. Barton au printemps  1857, dans le comté de Johnson, dont elle devint rapidement la plus grande ville et le siège du comté. Olathe (Kansas) était une halte sur la piste de l'Oregon, la piste de la Californie et la piste de Santa Fe. Les commerces locaux étaient étroitement dépendants des voyageurs. La Mahaffie House était un point de réapprovisionnement populaire pour les chariots qui partaient vers l'ouest.
Les premiers jours de la cité furent emplis de violence, des forces pro-esclavagistes du Missouri, toutes proches, s'attaquant aux abolitionnistes locaux. En 1862, des groupes de guérilla confédérée du Missouri dirigés par William Quantrill font un raid sur la ville, le 7 septembre 1862, tuant une demi-douzaine d'hommes, pillant commerces et maisons, détruisant une bonne partie de la cité car ses habitants étaient connus comme de fervents abolitionnistes.
La panique financière de 1857 amena ensuite des milliers de chômeurs à traverser le continent pour aller prospecter au pied des montagnes, lors de la Ruée vers l'or de Pikes Peak, dans l'ouest du territoire, au pied des montagnes rocheuses, dans ce qui n'était pas encore l'état du Colorado.
Le 22 novembre 1858, le général William Larimer, Jr., un spéculateur venu de Leavenworth, installa des cabanons en bois sur la colline surplombant les rivières South Platte et Cherry Creek, à proximité d'Auraria, fondée quelques mois par des prospecteurs venus d'Auraria (Géorgie). Un peu après eux, William Larimer, Jr. avait fondé Denver sur le Cherry Creek.

## Chronologie
- 1709 : Betellemy Pichon, appelé aussi La Roze, ami d'Étienne de Veniard, sieur de Bourgmont, considéré comme déserteur car coureur de bois, est capturé et décapité.
- 25 septembre 1718 : Jean-Baptiste Le Moyne de Bienville remplace Cadillac comme commandant et demande qu'Étienne de Veniard, sieur de Bourgmont reçoive la croix de Saint-Louis.
- 1723 : Étienne de Veniard, sieur de Bourgmont fait une incursion sans suite sur la rive ouest du Missouri, le long de l'Arkansas (rivière) sur les sites d'Oto, Kansa et Osage.
- 1744 : François Coulon de Villiers commandant du Fort Cavagnial, sur le site de la future Kansas City (Kansas) au confluent du Missouri et de l'Arkansas (rivière).
- 1818 : le Missouri, où vivent 2 000 esclaves, s’apprête à devenir le 23e État des États-Unis
- 1820 : le compromis du Missouri interdit de créer tout nouveau territoire esclavagiste.
- 1827 : Fort Leavenworth, établi par le colonel Henry Leavenworth sur le site du Fort Cavagnial, le plus à l'ouest de la Louisiane française.
- 1838 : l'American Anti-Slavery Society, créée en 1833, compte 1350 groupes locaux et 250 000 membres.
- 1840 à 1870 : elle édita un journal hebdomadaire, le National Anti-Slavery Standard.
- années 1840 : Fort Leavenworth devient étape commune à la piste de la Californie et la piste de l'Oregon. Y passent en moyenne 1000 personnes par an.
- années 1840 : à Topeka, 97 km après Fort Leavenworth, 3 sœurs à moitié indiennes mariées à des frères canadiens français créent un bac sur la rivière Kansas.
- 1845 : l'expression destinée manifeste dans l'article du journaliste new-yorkais John O'Sullivan, reprise par le président démocrate James K. Polk élu en 1844.
- 1845 : la république du Texas, esclavagiste, s'offre à l'Union, qui l'accepte en violant le compromis du Missouri..
- janvier 1848 : ruée vers l'or en Californie.
- 2 février 1848 : le traité de Guadalupe Hidalgo met fin à la guerre américano-mexicaine, c'est la Cession mexicaine.
- 9 septembre 1850 : le Texas surendetté demande 10 millions de dollars, remboursable en 14 ans avec 5 % payable tous les six mois et en garantie ses terres du nord, le Kansas.
- élection présidentielle de 1848 : 10 % des voix pour Martin Van Buren et Charles Francis Adams, Sr. du Parti du sol libre.
- 1850 : Henry Clay (à l'origine du compromis de 1820), fait adopter le compromis de 1850, la Californie dans l'Union comme État libre, en échange, le Nord s'engage à restituer au Sud tout esclave fugitif.
- 1852 :  les proches de Martin Van Buren retournent au Parti démocrate, le Parti du sol libre retombe à 5 %.
- 1852 : la ruée vers l'or en Californie draine 10 000 personnes sur la piste de l'Oregon contre 4 800 en moyenne en 1850 et 1851, et 1 800 en moyenne sur la période 1844-1849.
- 27 juin 1853 : le camp installé en 1852 à 250 km à l'ouest de Fort Leavenworth devient Fort Riley, en l'honneur du général Bennett C. Riley
- 1853 : les indiens Wyandots, inquiets, réunissent 13 délégués lors d'une convention qui vote une constitution et élit gouverneur William Walker, l'un des leurs. Le congrès ne peut les entendre car il n'y a pas de "territoire". Les Wyandots seront ensuite parqués dans l'Oklahoma.

## 1854, l'année de l'installation
- 28 février 1854 : des dissidents nordistes du Parti whig et du Parti démocrate, hostiles au statu quo] sur l’esclavage, créent le Parti républicain pour s’opposer au projet du Kansas-Nebraska Act.
- 20 mai 1854 : le New-York Tribune dévoile le projet de New England Emigrant Aid Company d'Eli Thayer[2].
- 30 mai 1854 :  le Kansas-Nebraska Act abolit le compromis du Missouri en créant 2 nouveaux territoires, Kansas et Nebraska[3].
- 1854 : Eli Thayer, abolitionniste du Massachusetts, crée la New England Emigrant Aid Company pour promouvoir le peuplement du Kansas par des émigrants antiesclavagistes. Par centaines, ils quittent la Nouvelle-Angleterre en 4 vagues successives à la mi-1854 menés par le docteur Charles L. Robinson, l’agent d'Eli Thayer[4] et fondent Wakarusa, Topeka, Manhattan (Kansas), et Osawatomie (Kansas) et Lawrence (Kansas).
- 1854 : le pasteur abolitionniste new-yorkais Henry Ward Beecher leur livre des centaines de fusils Sharps achetés par souscription auprès de sa congrégation, surnommés bibles de Beecher[4].
- 1854 : en réaction, les pro esclavagistes créent les villes de Leavenworth, Atchison et Lecompton.
- 1854 : le président Franklin Pierce nomme le démocrate pennsylvanien Andrew Reeder gouverneur du territoire du Kansas.
- 10 juin 1854 : des esclavagistes du Missouri réunis à Salt Creek Valley, à 5 km à l'ouest de Fort Leavenworth, créent la « Squatter's Claim Association ».
- 10 juin 1854 : une association formée à Weston (Missouri), pour créer une ville.
- 1er août 1854 : Charles L. Robinson, futur gouverneur, fonde Lawrence (Kansas), avec 39 hommes, pour la New England Emigrant Aid Company[5], suivi par 200 personnes un mois après.
- 15 septembre 1854 : le Kansas Weekly Herald[6] raconte l'expédition d'Aristide Rodrigue et du colonel Albert Boone pour fonder Lecompton.
- 16 octobre 1854 : 1er numéro du Kansas Pioneer édité par la New England Emigrant Aid Company.
- octobre 1854 : le président Franklin Pierce nomme Samuel D. Lecompte juge en chef du territoire, position qu'il conservera jusqu'en 1859.
- novembre 1854 : David Rice Atchison, sénateur du Missouri, entre au Kansas pour y intimider les électeurs et gonfler les urnes en faveur du candidat esclavagiste.
- 5 décembre 1854 : Cyrus K. Holliday, futur maire de Topeka, fonde Topeka[6], après avoir créé la Topeka Town Association avec 8 associés.

## 1855, l'année de l'aggravation des tensions
- 10 janvier 1855 : publication de la première édition du Kansas Free State, abolitionniste, à Lawrence (Kansas) des journalistes Robert Gaston Elliott et Josiah Miller.
- mars 1855 : premier vote avec 6 320 bulletins pour 2 905 électeurs inscrits[3], car les Border Ruffians du Missouri ont envahi le Kansas pour l'élection.
- mars 1855 : des magistrats favorables aux esclavagistes élus, mais les partisans de la terre libre refusent de les reconnaître.
- printemps 1855 : le président Franklin Pierce décrète que Lecompton est la capitale du nouvel état esclavagiste du Kansas.
- octobre 1855 : la Constitution de Topeka votée, sous le contrôle de l'abolitionniste, Charles L. Robinson, un élu de Californie.
- octobre 1855 : John Brown arrive dans le territoire du Kansas.
- 21 novembre 1855 : guerre de Wakarusa quand l'abolitionniste Charles Dow est tué par l'un des Border Ruffians, le shérif Samuel J. Jones laissant faire.
- 1er décembre 1855 : venue du Missouri, une armée de Border Ruffians envahit à nouveau le Kansas.

## 1856, l'année terrible
- janvier 1856 : Charles L. Robinson élu gouverneur du territoire, mais contesté.
- 1856 : James Buchanan, pro-esclavagiste est investi candidat démocrate, puis élu président avec 1,8 million de voix contre 1,3 million à John Charles Frémont.
- janvier 1856 : le Kansas a deux gouvernements, chacun d’eux déclarant l’autre hors la loi. L'officiel à Lecompton et l'officieux, à Lawrence (Kansas).
- 21 mai 1856 : huit cents Border Ruffians envahissent à nouveau le territoire.
- 2 juin 1856 : John Brown fait prisonnier le Colonel Henry C. Pate et 22 de ses hommes lors de la bataille de Black Jack.
- 21 juin 1856 : saccage de Lawrence, 800 Border Ruffians mené par le shérif Samuel J. Jones détruisent les deux journaux de Lawrence (Kansas).
- été 1856 : 600 soldats stationnent au « Camp Sackett » à côté de Fort Titus, près de Lecompton où le gouverneur élu Charles L. Robinson doit être pendu pour « haute trahison »[7].
- 16 août 1856 : Fort Titus détruit par des abolitionnistes venus de Lawrence (Kansas), lors de la Bataille du Fort Titus[8].
- printemps 1857 : le Dr John T. Barton, médecin généraliste, fonde la ville d'Olathe (Kansas), dont il devient maire.
- juillet 1858 : partis d'Auraria (Géorgie) en février 1858 et menés par William Greeneberry Russell, un groupe de cherokee découvre de l'or au pied des rocheuses et fonde Auraria, lançant la ruée vers l'or de Pikes Peak.
- 22 novembre 1858, le général William Larimer, spéculateur venu de Leavenworth, installe des cabanons en bois sur la colline surplombant Cherry Creek, à proximité d'Auraria. Il crée Denver, qui vivote au début.
- 1859 : nouveau vote, cette fois pour une constitution anti-esclavagiste, avec 10 421 voix pour et 5 530 voix contre.
- 29 janvier 1861 : le Kansas devient le 34e État de l’Union.
- 28 février 1861 : création du territoire du Colorado sur toute la partie ouest.
- 21 août 1863 : massacre de Lawrence (Kansas), les sudistes menés par William Quantrill brûlent la plupart des maisons et tuent 150 à 200 personnes.
- 1865 : Kansas City (Kansas) fondée à l'emplacement du Fort Cavagnial.